# Rudkøbing
Rudkøbing é um município da Dinamarca, localizado na região central, no condado de Fiónia.
O município tem uma área de 63 km² e uma  população de 6 723 habitantes, segundo o censo de 2003.

## Pessoas famosas
- O físico e químico Hans Christian Ørsted nasceu em Rudkøbing.
- O ator Nikolaj Coster-Waldau nasceu no município.